# Katedra w Bonn
Katedra Świętych Kasjusza, Florencjusza i Marcina – najstarszy i najważniejszy kościół katolicki w Bonn, dawna świątynia pod wezwaniem Kasjusza i Florencjusza – nawróconych rzymskich legionistów z Legii Tebańskiej i męczenników. Obecna świątynia pochodzi z XI wieku wówczas otrzymała trzecie wezwanie – świętego Marcina. Katedra odgrywała rolę konkatedry na terenie arcybiskupstwa kolońskiego, ponadto w XIV wieku pełniła stanowiła miejsce koronacji dwóch niemieckich antykrólów. Miejsce pochówku kilku arcybiskupów Kolonii. Jeden z ważniejszych przykładów sztuki romańskiej z czasów Hohenstaufów.

## Dzieje

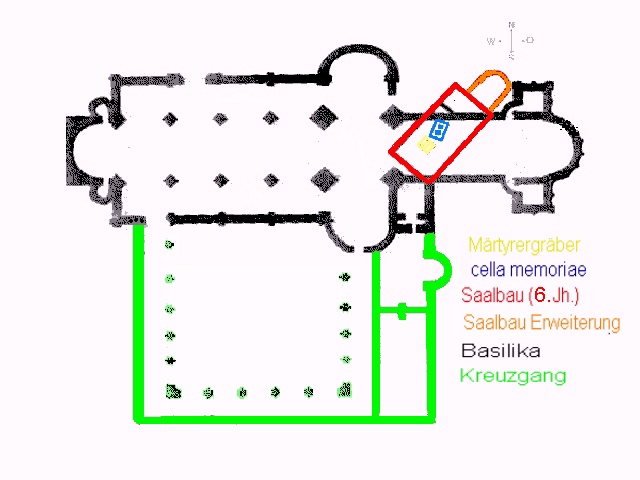
Rzut zespołu katedralnego (czerwonym kolorem zaznaczone są relikty najstarszego kościoła)

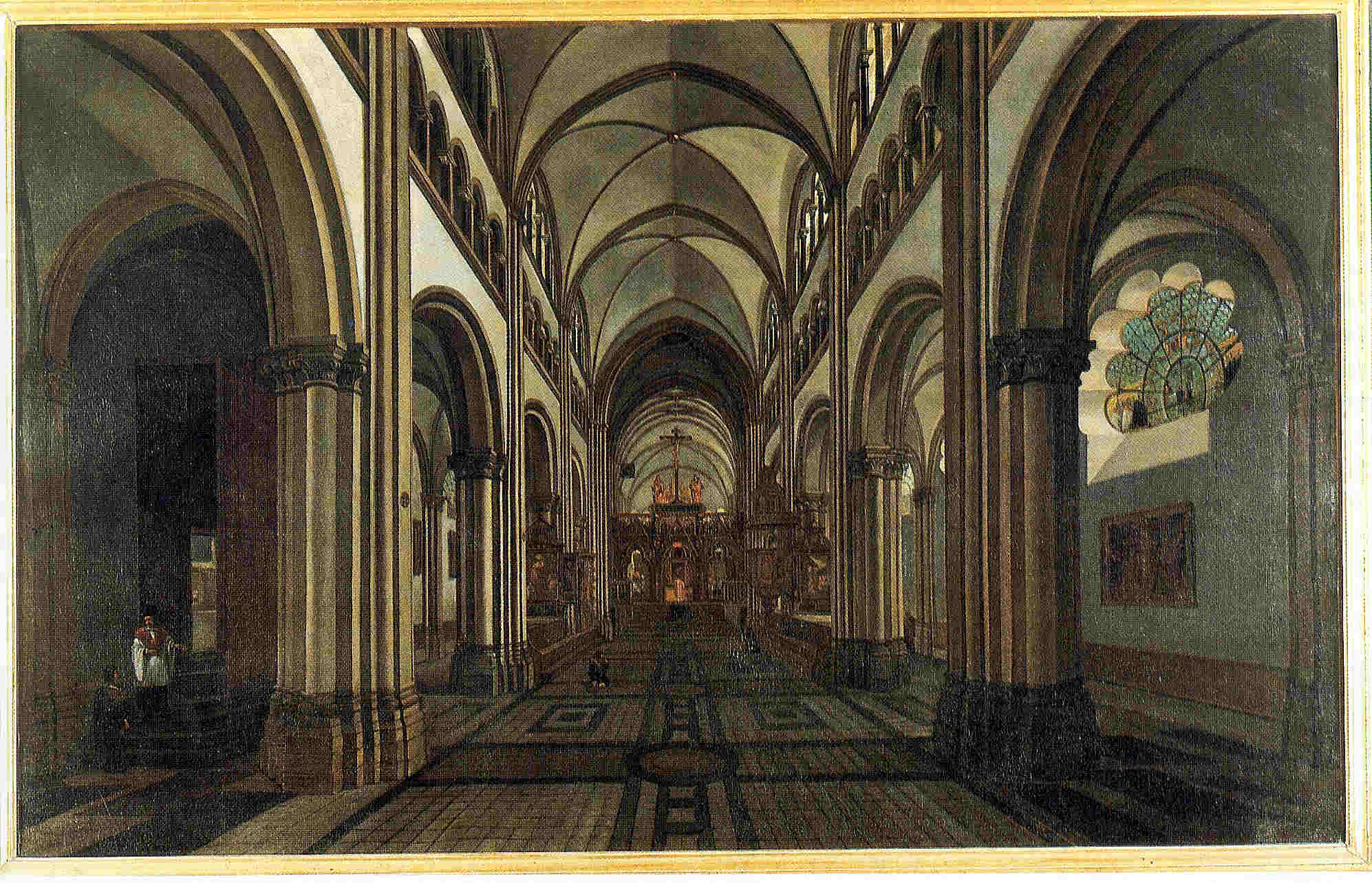
Wnętrze katedry w Bonn na obrazie Gerrita Adriaensza Berckheyde z 1662

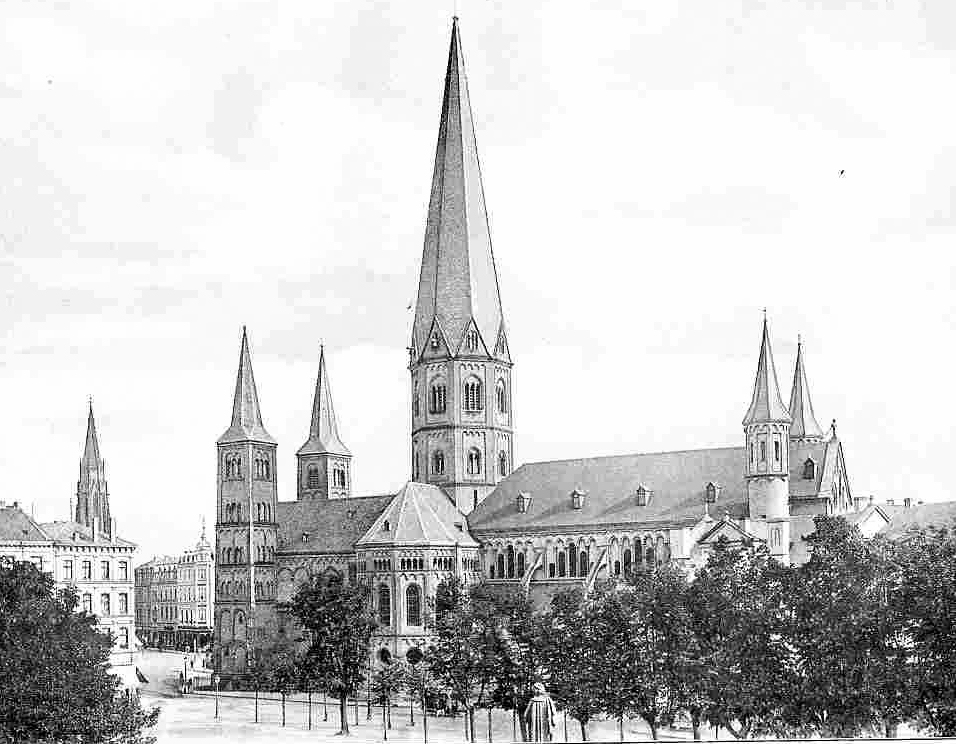
Widok na katedrę od strony północnej – widok z 1905

Dzieje katedry są ściśle związane z historią miasta. W I wieku Rzymianie założyli na tym terenie obóz znany jako Castra Bonnensia. Przetrwał upadek Cesarstwa rzymskiego, stając się później osadą cywilną. W XI w. miasto frankońskie znane jako Bonnburg.
Ok. 235, dwaj żołnierze stacjonujący w Castra Bonnensia, Kasjusz i Florencjusz, zostali zamordowani za przyjęcie wiary chrześcijańskiej. Według tradycji, w IV wieku Święta Helena matka Konstantyna Wielkiego ofiarowała kaplicę w miejscu pochówku obu męczenników. Na ten temat nie ma potwierdzeń źródłowych, ale w wyniku badań archeologicznych potwierdzono istnienie starorzymskiej bazyliki i nekropolii z czasów konstantyńskich. Była to świątynia niewielka – długa na 13,70 m i szeroka na 8,80 m o jednej nawie. Świątynia była kilkakrotnie rozbudowywana w VII – IX w.
Około 1050 zburzono kościół, i na jego miejscu rozpoczęto budowę obecnej świątyni w stylu romańskim. Powstawał on w kilku etapach, przez dwa kolejne stulecia. W 1166 ukończono budowę wschodniego chóru zamkniętego półokrągłą absydą, który flankują dwie wieże. Transept, korpus nawowy oraz chór zachodni budowano do 1224. Na skrzyżowaniu naw powstała wieża na planie oktogonu. Inwestycja ta jest ściśle związana z przeniesieniem siedziby arcybiskupstwa kolońskiego do Bonn. Władza w Kolonii, od wieków miasta biskupiego została przejęta przez mieszczaństwo, która stała się Wolnym Miastem Rzeszy. W celu zachowania własnej suwerenności siedziba arcybiskupa była przeniesiona do sąsiedniego Bonn.
W 1643, Kasjusz i Florencjusz zostali oficjalnie uznani za patronów Bonn. Zabytkowa późnoromańska substancja katedry była narażona na zniszczenia; w 1583–89 i w 1689, oraz w okresie II wojny światowej, kiedy została zbombardowana przez siły RAF-u. Odbudowy i konserwacje świątyni (ostatnia w latach 50. XX wieku) przywróciły świątyni dawną świetność. W 1956, papież Pius XII nadał katedrze status bazyliki mniejszej.
Papież Jan Paweł II dwukrotnie wizytował bońską katedrę (1980 i 1983).

## Miejsce koronacji władców Niemiec
W katedrze odbyły się dwie koronacje władców Niemiec, lecz te wydarzenia weszły do historii jako część sporu dynastycznego pomiędzy ubiegającymi się o koronę Rzeszy możnowładcami wywodzącymi się z trzech dynastii Habsburgów, Luksemburgów oraz Wittelsbachów. 
Arcybiskup koloński Henryk z Virneburga koronował 25 listopada 1314 Fryderyka III Habsburga (zwanego Pięknym) jako króla Niemiec. Był jednak antykrólem 1314–1325, Ludwika IV Bawarskiego, który koronował się wcześniej na monarchę w Akwizgranie. W latach 1325–1330 był koregentem Wittelsbacha.
Druga koronacja odbyła się w bońskiej katedrze 26 listopada 1346. Arcybiskup Kolonii Walram z Jülich koronował margrabiego Moraw Karola IV na króla niemieckiego. Koronę przyjął również jako antykról niemiecki wobec Ludwika Bawarskiego, co było częścią sporu Karola z bawarskimi Wittelsbachami. W tym samym roku Karol IV został także królem Czech i hrabią Luksemburga, zaś po śmierci 1347 Ludwika IV Bawarskiego przyjął w Akwizgranie tytuł króla Rzeszy.

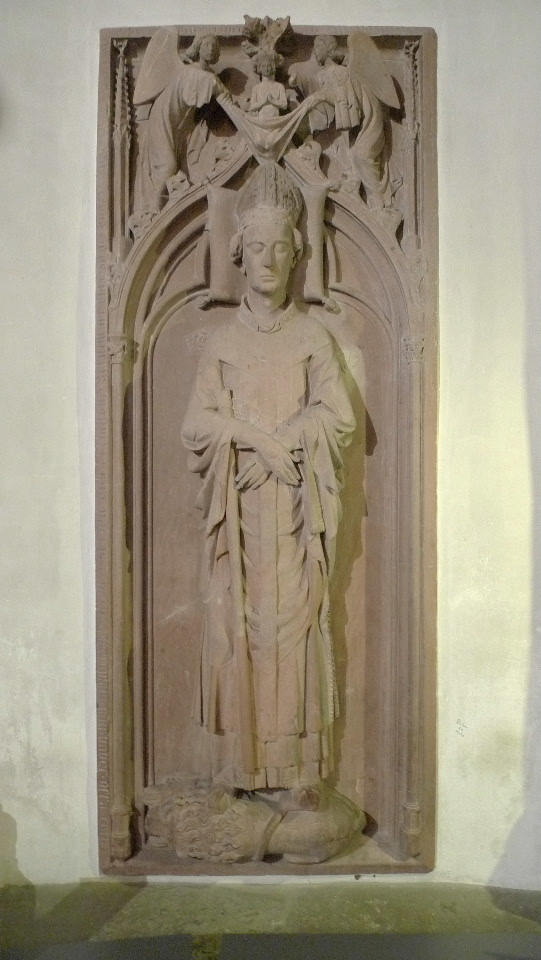
Nagrobek Engelberta z Falkenburga

## Miejsce pochówku arcybiskupów

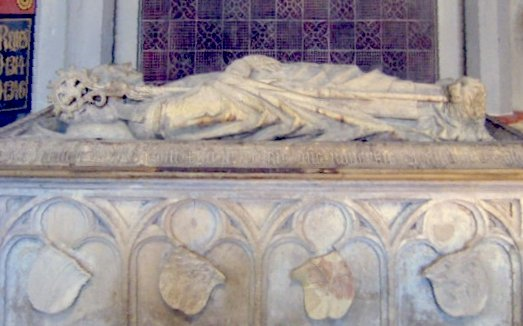
Nagrobek Ruprechta z Palatynatu

Katedra w Bonn jest miejscem spoczynku czterech arcybiskupów Kolonii:
- Engelbert z Falkenburga – 37. arcybiskup Kolonii (od 1261 do 1274)
- Zygfryd z Westerburga – 38. arcybiskup Kolonii (od 1275 do 1297)
- Henryk z Virneburga – 40. arcybiskup Kolonii (od 1304 do 1332)
- Ruprecht z Palatynatu – 47. arcybiskup Kolonii(od 1463 do 1480)

## Wystrój wnętrza
Katedra w Bonn zawiera liczne dzieła stanowiące przekrój dziejów sztuki od romanizmu do współczesności. 
Poniżej chóru muzycznego znajduje się ponad naturalnej wielkości figura Św. Heleny ufundowana przez kardynała Franza Wilhelma von Wartenberg. Dzieło to wykonane jest z brązu. Święta Helena trzyma swój atrybut – krzyż, ku któremu sugestywnie kieruje swój wzrok.
W kaplicy w przyziemiu wieży północnej znajduje się romańska chrzcielnica o prostej kubicznej misie, ze współczesną pokrywą z płaskorzeźbionym motywem morza i wyspy na której stoi Arka Noego. Obok chrzcielnicy przy ścianie znajduje się ołtarz z obrazem z 1704 przedstawiającym Trójcę Świętą przyjmująca do nieba świętych Helenę, Kasjusza i Florencjusza, spoglądających na rozległą panoramę Bonn.
W południowym ramieniu transeptu znajduje się barokowy (1608) ołtarz Św. Jana Chrzciciela z alabastrową płaskorzeźba przedstawiającą scenę Chrztu Chrystusa, oraz Św. Jana Ewangelistę jako piszącego. Ściany pokrywa polichromia z przedstawieniami m.in. Św. Krzysztofa.
Na ścianach północnego ramienia transeptu zachowały się fragmenty polichromii z 1400 m.in. z przedstawieniem Trzech Króli patronów biskupstwa kolońskiego, którzy spoczywają w tamtejszej katedrze, Świętym Marcinem wręczającym płaszcz żebrakowi. Ponadto tu znajduje się wykonany z piaskowca sarkofag Ruprechta, arcybiskupa kolońskiego (1463–1478), późnogotycka tumba. Na płycie wierzchniej płaskorzeźbiony wizerunek biskupa w stroju pontyfikalnym zwyciężającego lwa. Ściany boczne tumby zdobią arkady z motywem trójliścia oraz tarcze herbowe.
Przy łuku tęczy oddzielającym korpus nawowy od prezbiterium znajdują się dwie romańskie pełnoplastyczne rzeźby (ok. 1200) przedstawiające anioła i diabła. Poniżej prezbiterium, które niegdyś służyło wyłącznie duchownym znajduje się romańska krypta – trójnawowa nakryta sklepieniem krzyżowo-kolebkowym. Ściany prezbiterium pokrywa XIX-wieczna polichromia, na konsze absydy znajduje się mozaika z przedstawieniem Deesis o formach bizantyjskich, wykonana w 1894 w Wenecji. Na sklepieniu zachował się fragment dawnej polichromii z ok. 1300, przedstawiający scenę Wniebowzięcia Marii, oraz medaliony z popiersiami proroków. Siedem okien absydy otrzymało w 1952 witraże z cyklem przedstawiającym siedem dni Stworzenia świata. Obecny główny ołtarz powstał w 1865, według projektu Heinricha Wiethasena. Zdobią go wyrzeźbione przez Edmunda Renarda figury świętych Kasjusza, Florencjusza, Marcina i Heleny. Nieopodal, przy ścianie znajduje się płyta nagrobna arcybiskupa Engelberta II z Falkenburga (sprawującego rządy w latach 1261-1274) wykonana z czerwonego piaskowca przedstawiającego zmarłego powyżej którego unoszą się dwa anioły podtrzymującego symboliczny niebiański firmament.

## Dzwony
| Nr | Nazwa                                        | Data odlania | Ludwisarz        | Waga (kg) | Średnica (mm) | Ton uderzeniowy |
| -- | -------------------------------------------- | ------------ | ---------------- | --------- | ------------- | --------------- |
| 1  | Maria und Clemensglocke ("Kurfürstenglocke") | 1756         | Martin Legros    | 3400      | 1780          | b0 –2           |
| 2  | Cassius- und Florentinusglocke               | 1756         | Martin Legros    | 2400      | 1580          | c1 –7           |
| 3  | Helenaglocke                                 | 1756         | Martin Legros    | 1650      | 1390          | d1 –7           |
| 4  | Donatus- und Agathaglocke (Angelusglocke)    | 1756         | Martin Legros    | 1450      | 1320          | es1 –5          |
| 5  | Josephsglocke                                | 1756         | Martin Legros    | 280       | 770           | c2 –9           |
| 6  | Johannes-Nepomuk-Glocke                      | 1756         | Martin Legros    | 200       | 690           | d2 –6           |
| 7  | Trinitatisglocke                             | 1757         | Martin Legros    | 220       | 700           | es2 –13         |
| 8  | Jesus-Marien-Johannes-Glocke                 | 1684         | Johannes Bourlet | 110       | 550           | ges2 –5         |